# Liber Concordiae

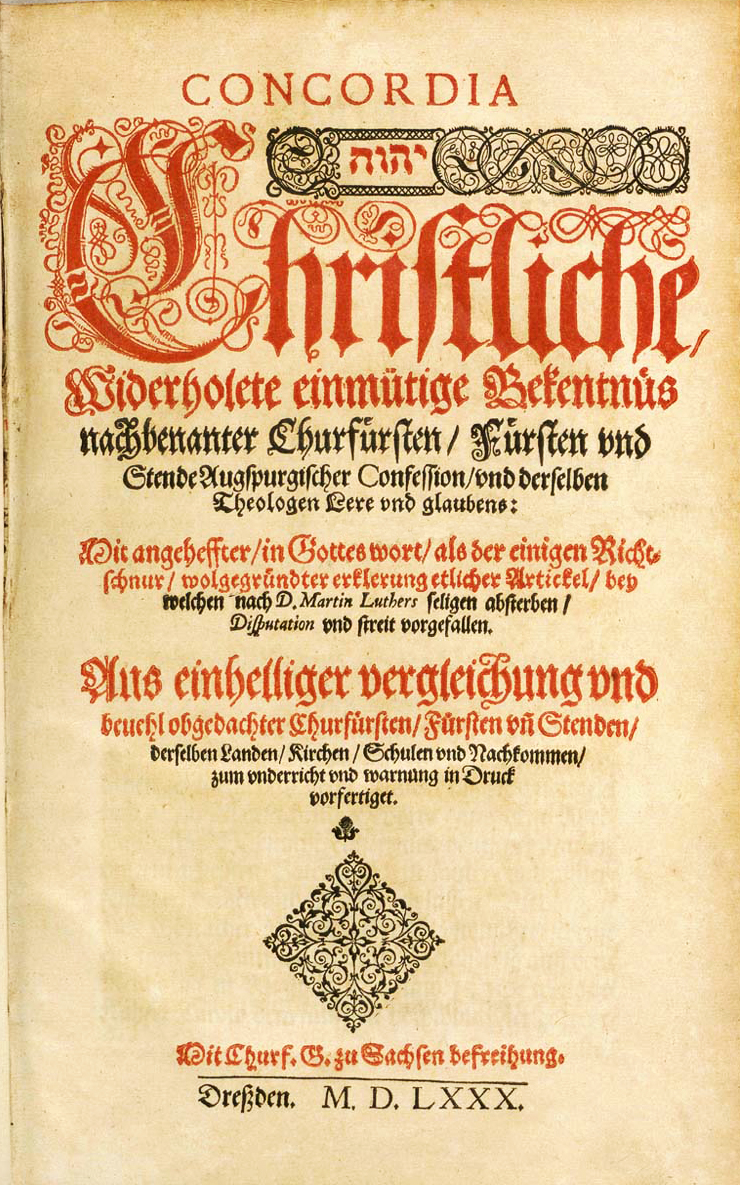
Pagina del titolo dell'edizione tedesca del 1580 del Libro della Concordia

Il Liber Concordiae (titolo intero: Liber Concordiae: Libri Symbolici Ecclesiae Lutheranae,   in italiano: Libro di concordia), fu pubblicato nel 1580. 

È una raccolta di testi religiosi e dogmatici luterani.
Il Liber Concordiae contiene: 
- i tre Simboli ecumenici: 
  - il Credo degli Apostoli
  - il Credo Niceno
  - il simbolo atanasiano
- la Confessione di Augusta del 1530
- l'Apologia della Confessione di Augusta
- il Piccolo Catechismo di Lutero del 1530
- il Grande Catechismo di Lutero del 1530
- gli Articoli Smacaldici di Lutero del 1537
- il Trattato sul potere ed il primato del Papa del 1537
- L'Epitome della Formula di Concordia
- la Solida Declaratio della Formula di Concordia

## Edizioni delLibro della Concordia
- Die Bekenntnisschriften der evangelisch=lutherischen Kirche. Herausgegeben in Gedenkjahr der Augsburgischen Konfession 1930. 12th edition. Göttingen: Vandenhoek & Ruprecht, 1998. ISBN 978-3-525-52101-4 (Testo critico del libro originale in tedesco e latino della Concordia)

- The Book of Concord: The Confessions of the Evangelical Lutheran Church. Theodore G. Tappert, translator and editor. Philadelphia: Fortress Press, 1959. ISBN 0-8006-0825-9. (Prima traduzione inglese del libro di testi della Concordia, pubblicato da Die Bekenntnisschriften) [Chiamato "Tappert" o "Tappert Edition"]

- The Book of Concord: The Confessions of the Evangelical Lutheran Church. Robert Kolb and Timothy J. Wengert, editors. Minneapolis: Augsburg Fortress Press, 2000. ISBN 0-8006-2740-7. (Seconda traduzione in inglese del libro di testi della Concordia, pubblicato da Die Bekenntnisschriften. La fonte della sua traduzione di The Apology of the Augsburg Confession non deriva dal testo Latino ufficiale del 1584 Liber Concordiae, che era stata la base del 1959 "Tappert Edition" del 1959 , traduzione inglese della Apology [utilizzata la successiva edizione del testo "in ottavo" del 1531 piuttosto che la precedente edizione del testo in "quarto" del 1531; tuttavia le varianti dell'edizione in quarto appaiono in corsivo].[1]

- Concordia: The Lutheran Confessions — A Reader's Edition of the Book of Concord. Paul Timothy McCain, general editor. second edition. St. Louis: Concordia Publishing House, 2006. ISBN 0-7586-1343-1. (moderna versione in lingua inglese del Concordia Triglotta, St. Louis: CPH, 1921 con note esplicative)

- Concordia Triglotta: The Symbolical Books of the Ev. Lutheran Church, German-Latin-English. F. Bente, editor. St. Louis: Concordia Publishing House, 1921. (Questa versione trilingue è stata ristampata recentemente da Northwestern Publishing)